# Westerwald-Steig

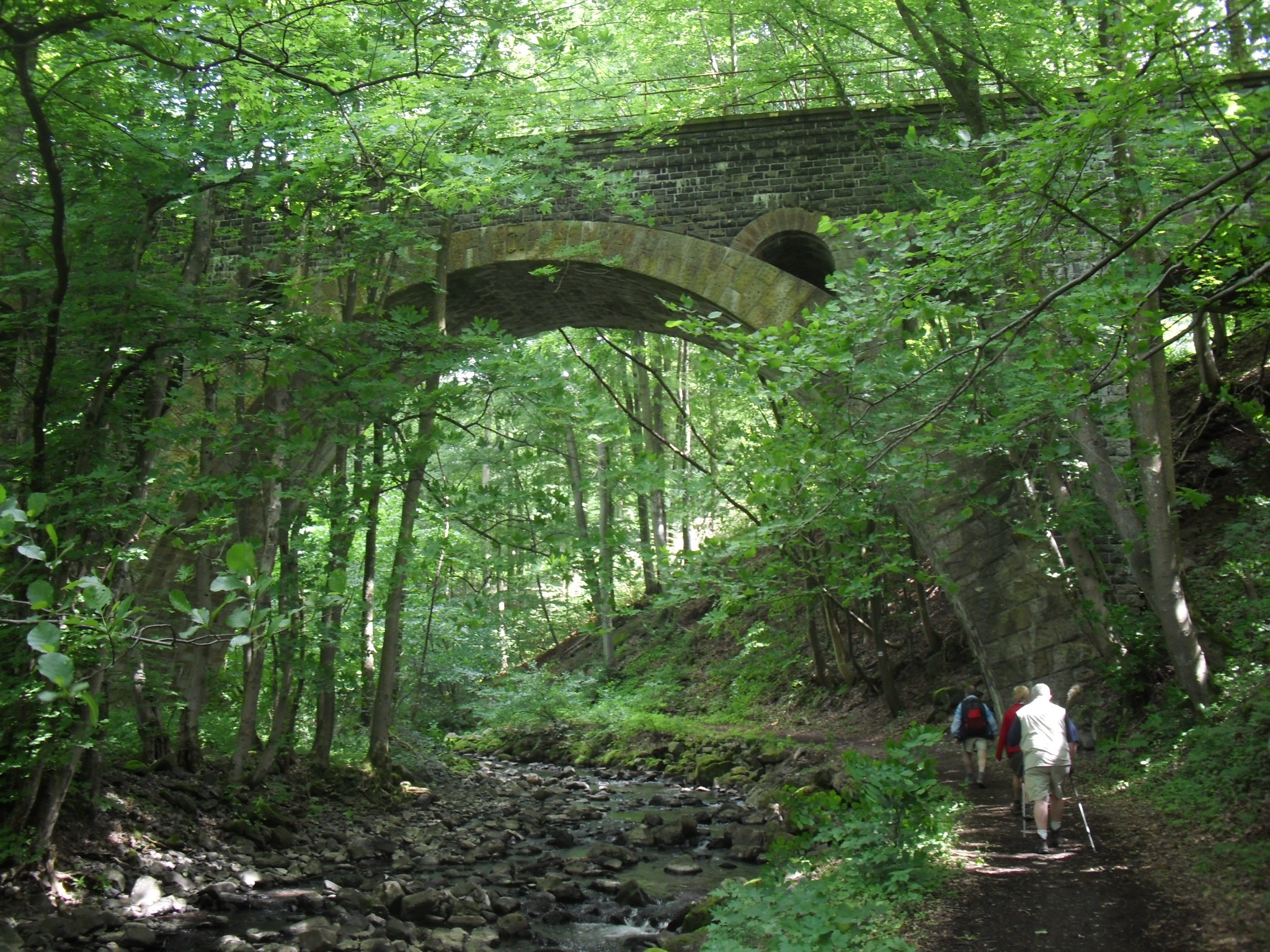
De weg langs de Nistar, nabij Bad Marienberg.

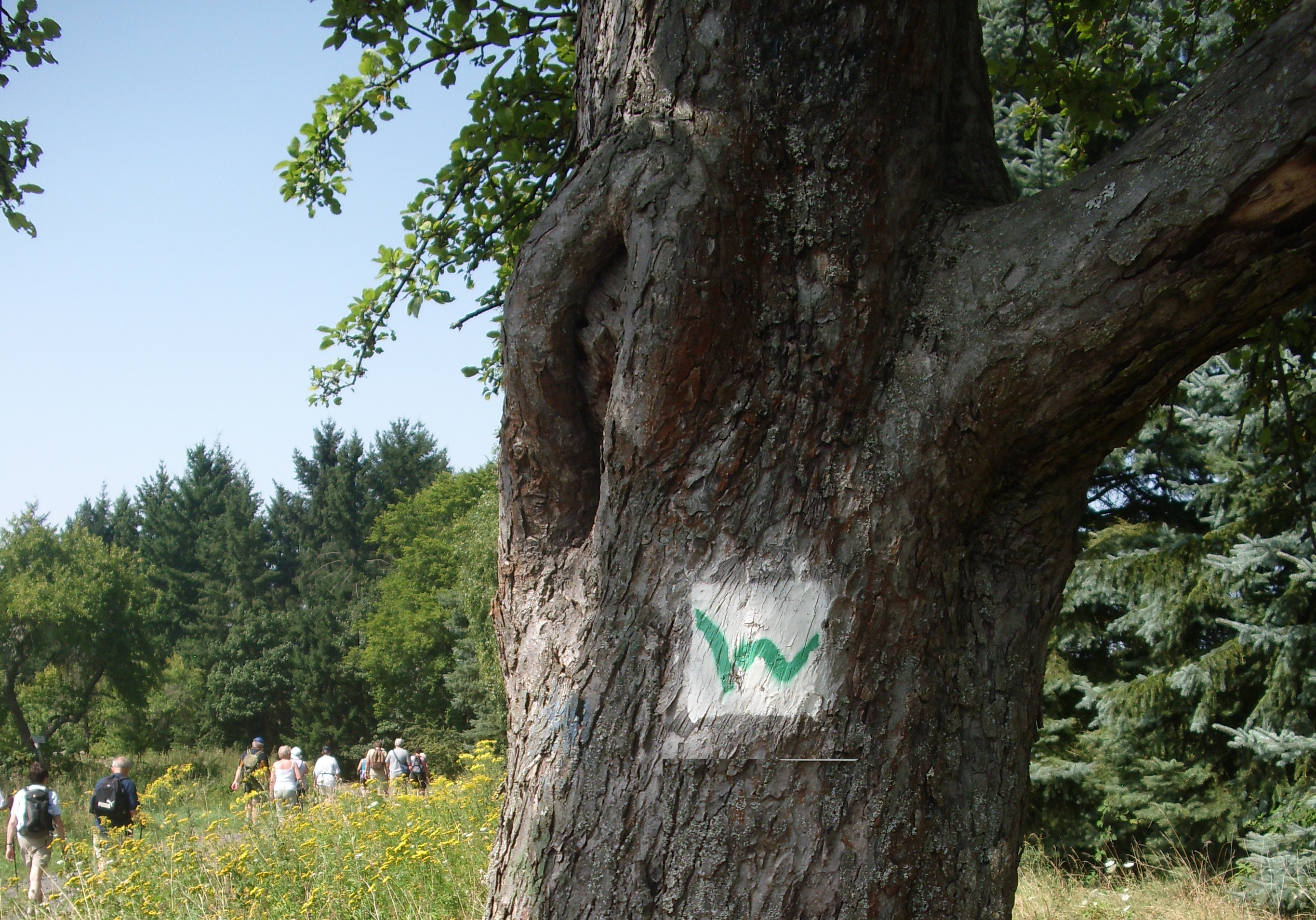
Eén van de vele wegwijzers langs de route.

De Westerwald-Steig is een 235 km lange wandelroute in Duitsland, gelegen in het Westerwald in Rijnland-Palts. De weg verbindt de Rothaarsteig (155 km) met de Rheinsteig (320 km).
De meerdaagse wandeltocht is verdeeld in zestien etappes met start in Herborn en loopt ten einde in Bad Hönningen aan de Rijn. De route is gemarkeerd met de stilistische letter W en kwam in gebruik in 2008. Het hoogste punt is 656,5 meter en ligt bij Fuchskaute, een gedoofde vulkaan. Het is de hoogste berg in het Westerwald.
De Westerwald-Steig wordt ook frequent bewandeld door buitenlanders en is medebepalend voor het toerisme in de streek.

## Route
| Nr. | Startplaats    | Aankomstplaats | Afstand in km. | Totaal |
| --- | -------------- | -------------- | -------------- | ------ |
| 1.  | Herborn        | Breitscheid    | 15             | 15     |
| 2.  | Breitscheid    | Fuchskaute     | 11             | 26     |
| 3.  | Fuckshaute     | Rennerod       | 11             | 37     |
| 4.  | Rennerod       | Westerburg     | 19             | 56     |
| 5.  | Westerburg     | Freilingen     | 20             | 76     |
| 6.  | Freilingen     | Nistertal      | 18             | 94     |
| 7.  | Nistertal      | Bad Marienberg | 6              | 100    |
| 8.  | Bad Marienberg | Hachenburg     | 14             | 114    |
| 9.  | Hachenburg     | Limbach        | 11             | 125    |
| 10. | Limbach        | Marienthal     | 20             | 145    |
| 11. | Marienthal     | Weyerbusch     | 15             | 160    |
| 12. | Weyerbusch     | Flammersfeld   | 14             | 174    |
| 13. | Flammersfeld   | Horhausen      | 15             | 189    |
| 14. | Horhausen      | Strauscheid    | 17             | 206    |
| 15. | Strauscheid    | Waldbreitbach  | 17             | 223    |
| 16. | Waldbreitbach  | Bad Hönningen  | 12             | 235    |